# Ottoschmidtia
Ottoschmidtia là một chi thực vật có hoa trong họ Thiến thảo (Rubiaceae).

## Loài
Chi Ottoschmidtia gồm các loài: